# Paracles felderi
Paracles felderi är en fjärilsart som beskrevs av Rothschild 1910. Paracles felderi ingår i släktet Paracles och familjen björnspinnare. Inga underarter finns listade i Catalogue of Life.

## Bildgalleri

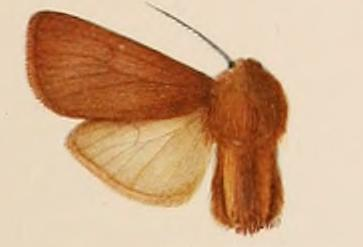